# Heinrich Drake

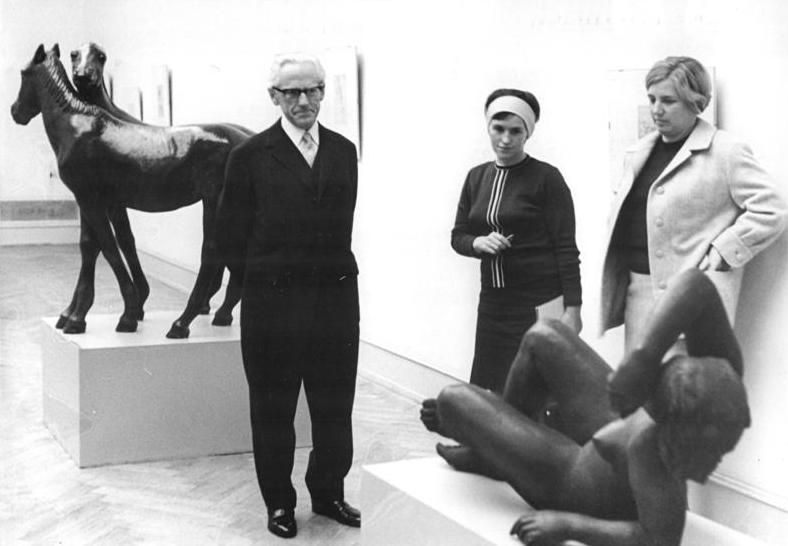
Heinrich Drake Expositie 1968, Berlijn
voorgrond: Liegende
achtergrond: Junge Pferde

Heinrich Drake (Lügde-Ratsiek, 15 februari 1903 – Berlijn, 26 juli 1994) was een Duitse beeldhouwer en tekenaar.

## Leven en werk
Drake volgde van 1918 tot 1921 een opleiding tot schoenmaker en was als zodanig tot 1923 werkzaam. Van 1924 tot 1927 leerde hij in Detmold het houtsnijdersvak. Aansluitend studeerde hij van 1927 tot 1929 beeldhouwkunst bij Karl Albiker aan de Akademie für Kunstgewerbe in Dresden. Hij assisteerde nog in het atelier van de beeldhouwer Georg Kolbe en was tot 1940 als vrij kunstenaar werkzaam. In 1940 kreeg hij van de Preußische Akademie der Künste een beurs voor een studieverblijf in Florence. Van 1942 tot 1945 vervulde hij zijn dienstplicht.
Na de Tweede Wereldoorlog werkte hij als tekenleraar en in 1946 was hij een der stichters van de Kunsthochschule Berlin-Weißensee. Hij was er tot zijn pensionering in 1969 hoogleraar en had de leiding van de beeldhouwopleiding. In 1954 kreeg hij de Nationalpreis der DDR en in 1955 volgde zijn benoeming tot lid van de Akademie der Künste Berlin. Drake is vooral bekend geworden door zijn Heinrich Zille-Denkmal in Berlijn en zijn vele diersculpturen. In 1984 werd hem de Goethepreis der Stadt Berlin toegekend.
Drake leefde en werkte tot zijn dood in 1994 in het Berlijnse district Treptow-Köpenick. Hij werd begraven op Friedhof Pankow III in Berlijn.

## Werken (selectie)
- 1929/30 Zebra, Detmolds Landesmuseum in Detmold
- 1930 buste van de beeldhouwer Fritz Cremer
- 1936 Jüngling, Nationalgalerie in Berlijn
- 1936 Panther, Staatliches Lindenau-Museum in Altenburg
- 1937 Fohlengruppe[1], Tierpark Berlin in Berlijn
- 1938 Stier, Grünauer Straße in Berlijn
- 1938 Jaguar, Amalienstraße in Berlijn (herplaatst in 1960)
- 1938 Pony en Stier, bij Hotel Neptun in Warnemünde (geplaatst in 1961)
- 1939 Jaguar in Maagdenburg
- 1954 buste (graniet) van Karl Marx, Berlijn
- 1956 Hochlandstier, Tierpark Berlin in Berlijn
- 1964/65 Heirich-Zille-Denkmal, Köllnischer Park in Berlijn (een eerder ontwerp voor het Zille-monument bevindt zich bij de Heinrich-Zille-Schule in Radeburg)
- 1959 Shetlandpony, Springbornstraße in Berlijn
- 1965 Shetlandpony, Freundschafsinsel in Potsdam
- 1966/67 Besinnung, Zoo Rostock in Rostock
- 1968 Liegende, graf van de kunstenaar in Berlin-Pankow
- 1971 buste Heinrich Drake (Duits politicus, 1881-1970), Lippisches Landesmuseum in Detmold
- 1975 Schreitende, Zoo Rostock in Rostock
- 1981 buste Albert Einstein
- 1982/83 Stehender Knabe

## Fotogalerij

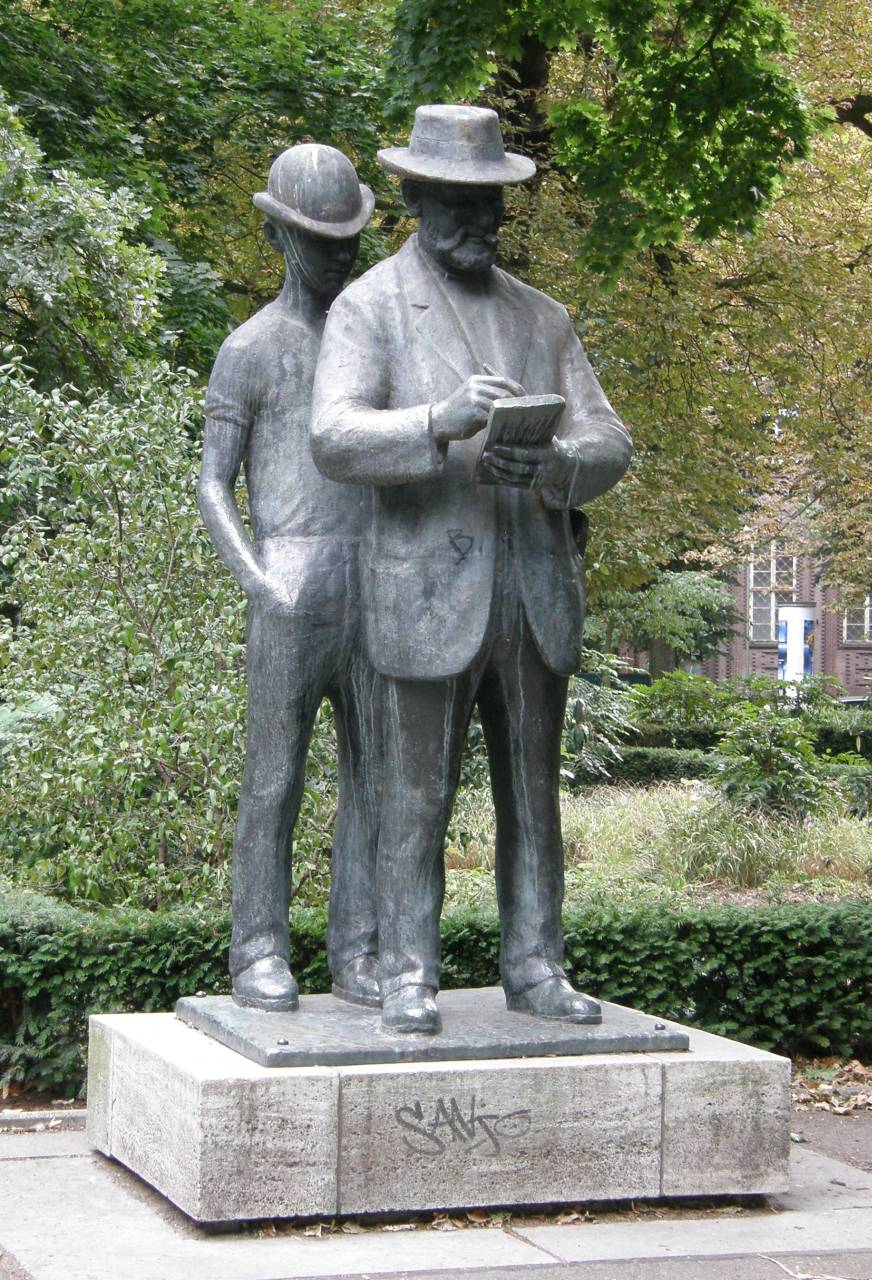
Heinrich-Zille-Denkmal in Berlijn
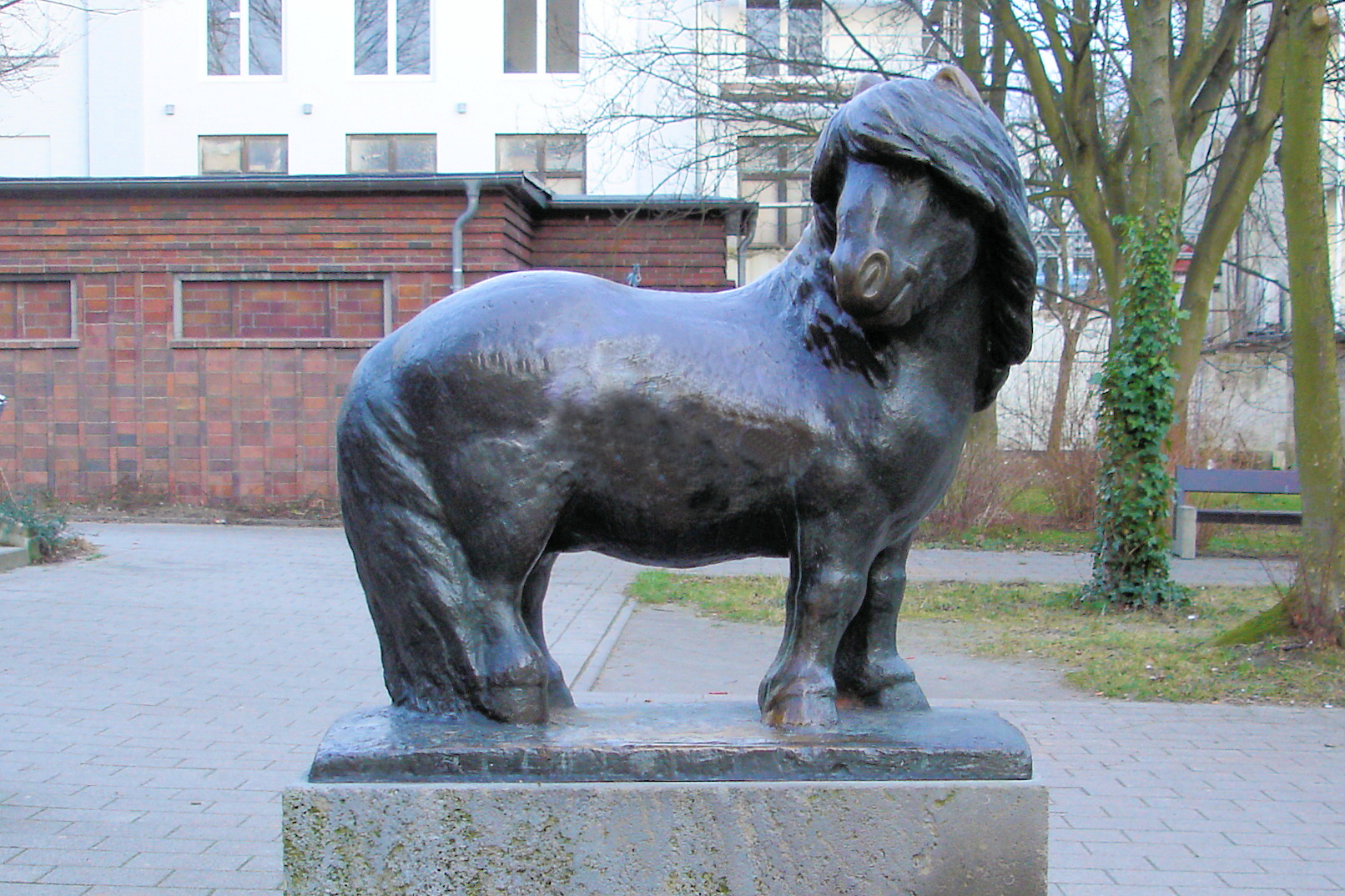
Pony in Warnemünde
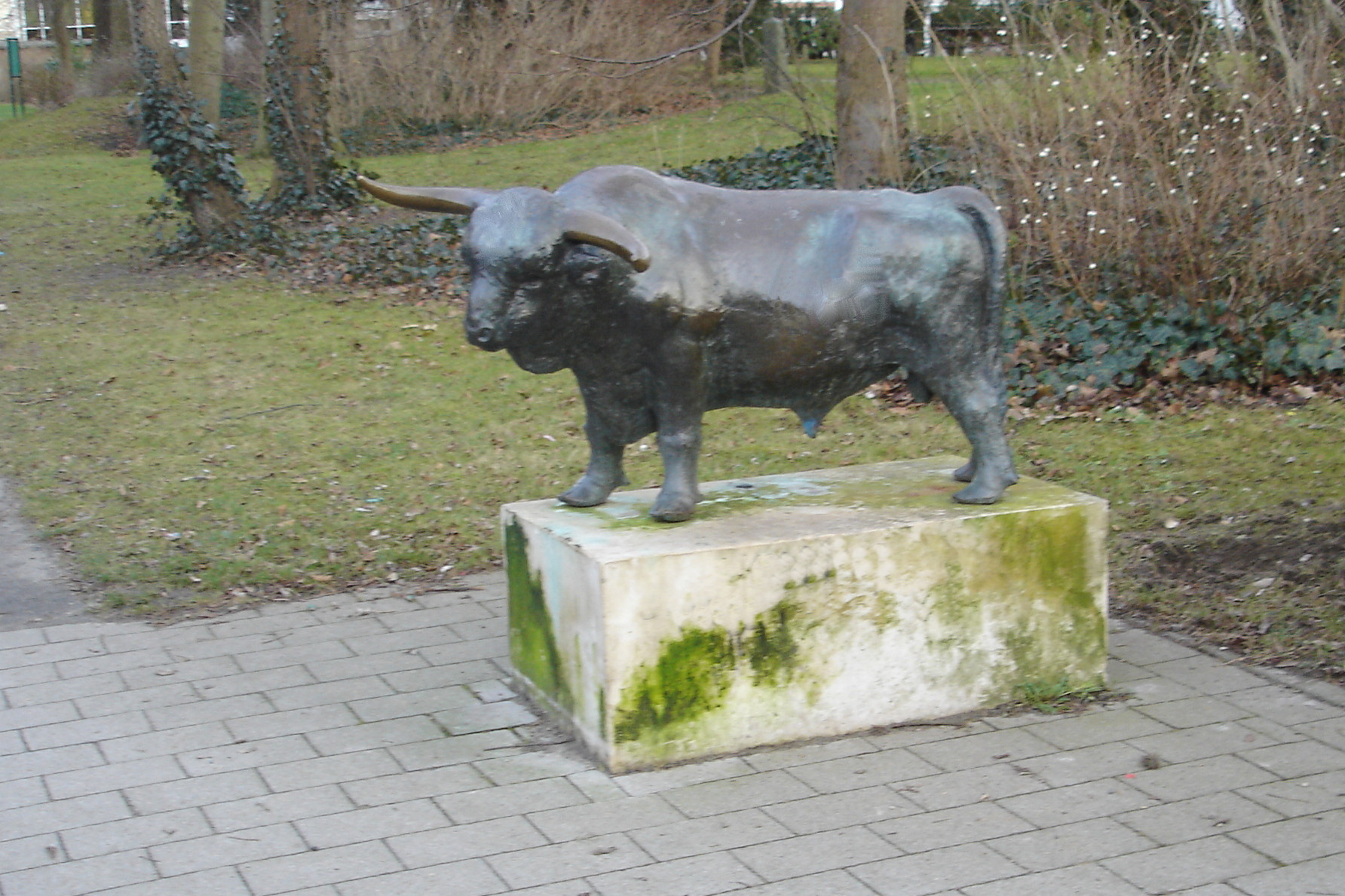
Stier in Warnemünde
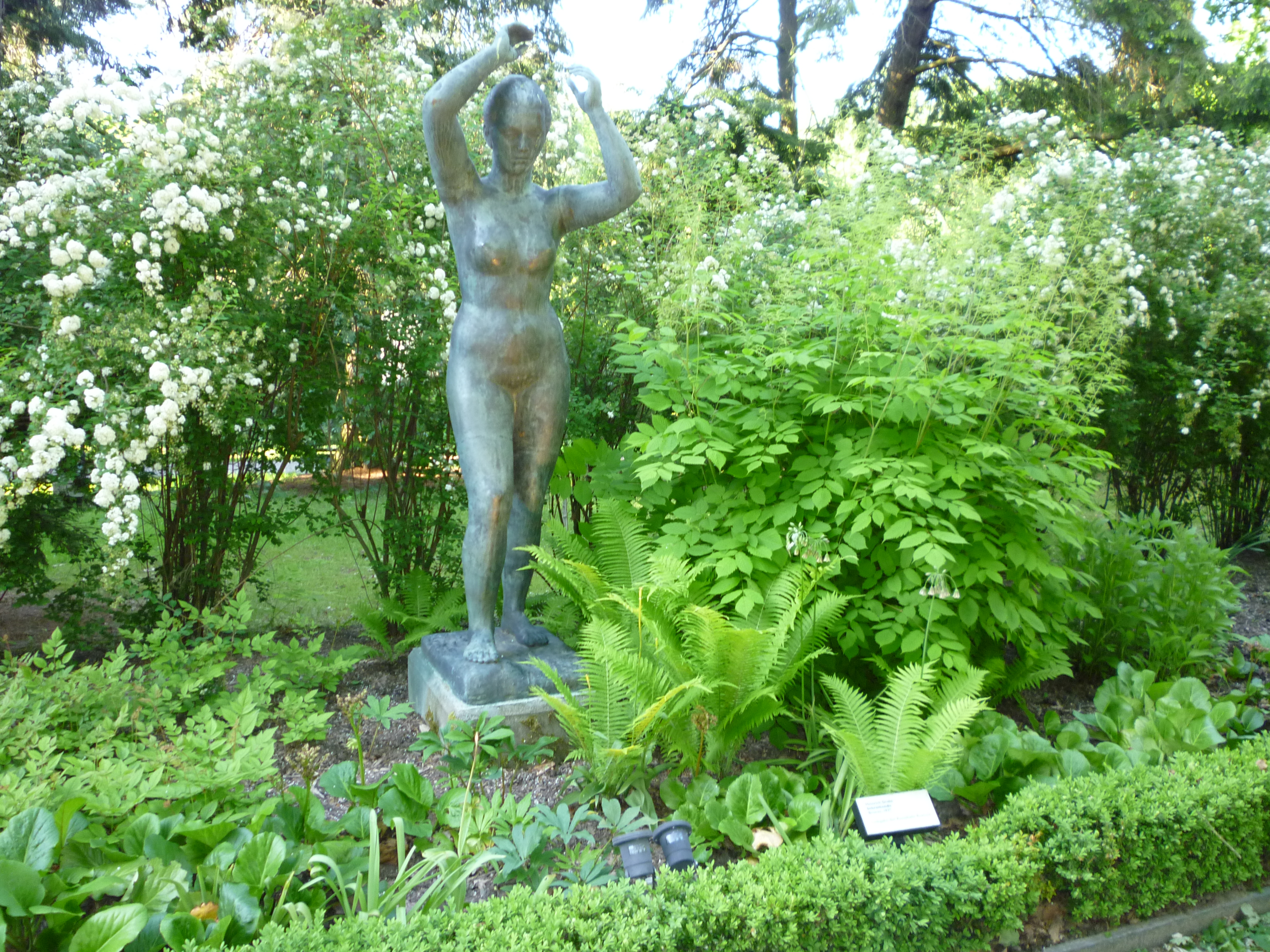
Schreitende in Rostock
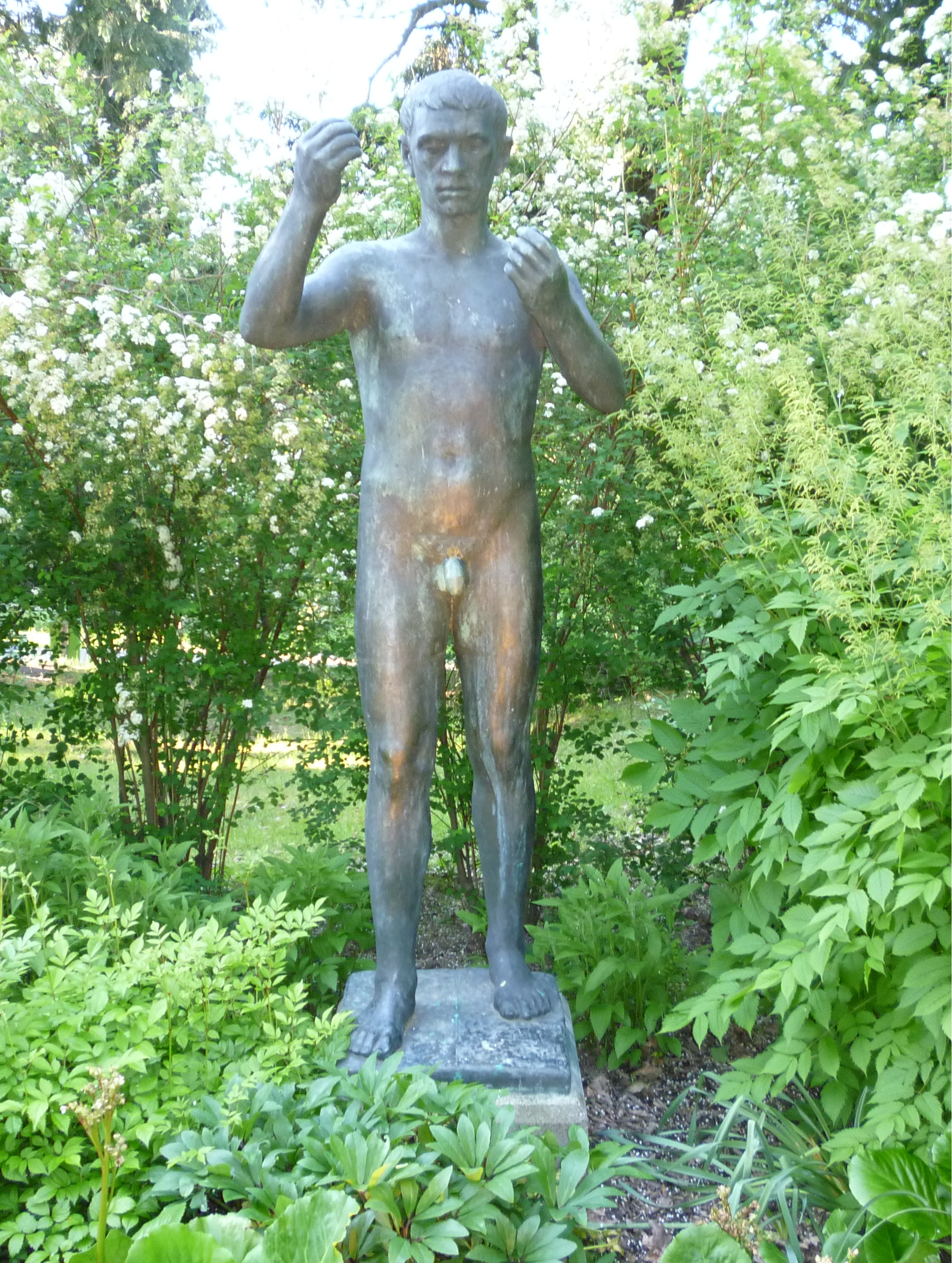
Besinnung in Rostock
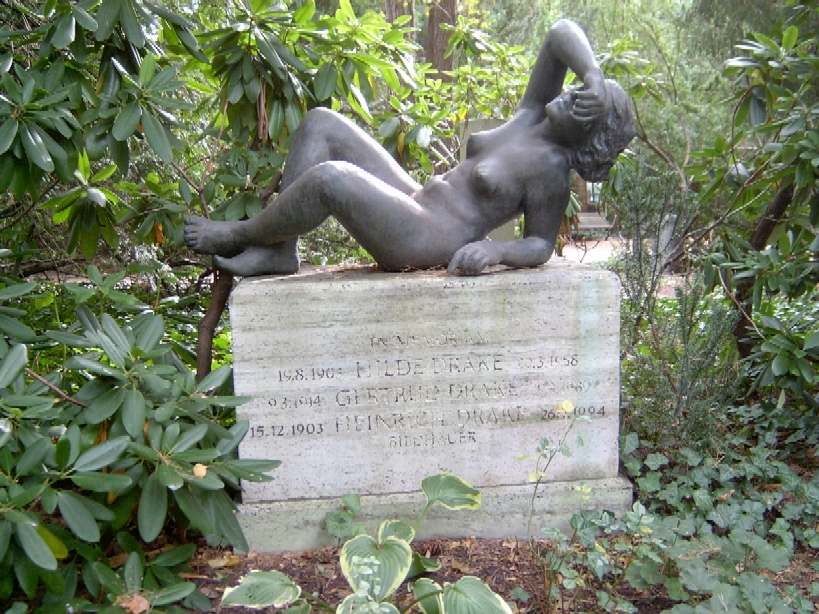
Graf van Heinrich Drake met Liegende, Friedhof Pankow III in Berlijn